# Лацис, Карлис
Карлис Лацис (латыш. Kārlis Lācis; 21 сентября 1977 года, Тукумс) — латвийский композитор и пианист. Наиболее известен своей работой в театре и является автором таких мюзиклов как «Вей, ветерок» (2011) в Лиепайском театре (режиссер — худ.рук. театра Дайлес, Дж. Дж. Джилинджер), «Онегин» (2013) и «Жанна Д’Арк» (2016) в театре Дайлес (режиссер Дж. Дж. Джилинджер). Вместе с режиссером Алексеем Франдетти Карлис работает над мюзиклом по мотивам пьесы Марины Цветаевой «Приключение». 6-го сентября 2017 года состоялась премьера его совместной работы с Евгением Писаревым в театре Олега Табакова «Кинастон» по мотивам пьесы американского драматурга Джеффри Хатчера «Stage Beauty».
Творчество Карлиса Лациса также известно в кругах академической и хоровой музыки. Первый концерт для фортепиано с оркестром (2013) прозвучал в исполнении Латвийского Национального симфонического оркестра, солистка — Агнесе Эглиня. Концерт для флейты и гобоя с оркестром «42.195» (2014) вошел в цикл концертов латышских композиторов в исполнении Лиепайского симфонического оркестра, солисты Микс Вилсонс и Петерис Ендзелис. Свою первую симфонию «Крестный путь» (2015) на тему страстей Христовых Карлис снова доверил Латвийскому Национальному симфоническому оркестру, а руководство всего произведения на себя взял его единомышленник — дирижер Марис Сирмайс. В июле 2017 в рамках фестиваля классической музыки «Сенсус» (латыш. Sensus) состоится премьера произведения «Вальс для контрабаса и струнного квартета» в исполнении выдающихся латышских музыкантов Винеты Сарейки (Vineta Sareika), Гунарса Упатниекса (Gunārs Upatnieks) и их коллег из Берлинского Филармонического оркестра.
На протяжении более 10 лет Карлис Лацис сотрудничает с Интарсом Бусулисом, являясь автором его песен, сопродюсером альбомов и музыкальным директором их ежегодных гастролей.

## Награды
- - Спецприз жюри «Ночи лицедеев 2011» за партитуру мюзикла «Вей, ветерок!»[20];
  - Приз «Ночи лицедеев 2013» в номинации «Автор музыки года» за партитуру мюзикла «Онегин»[21];
  - Приз года в области музыкальных записей за лучший альбом детской музыки «Lāču tēta dziesmas»[22].
  - В 2014 Лауерат в области культуры газеты «Diena» за музыку для альбомов «Ziedonis.Lācis.Sievietes» и «Mežā»[23].
  - Национальная премия в области звукозаписи «Золотой микрофон» 2016 в категории «Лучшая концертная запись» за концерт Интарса Бусулиса и Лиепайского симфонического оркестра в к/з «Дзинтари» (музыкальная постановка — Карлис Лацис)[24][25][26].
  - В 2017 «Золотой диск»[27] за совместный альбом с Интарсом Бусулисом «Следующая остановка» (латыш. Nākamā pietura)[28].

## Сольные альбомы
- Corners — 2000, Platforma Records, PRCD 058
- Fresh Evergreen — 2002, Platforma Records, PRCD 091
- Ziedonis.Lācis.Sievietes. — 2012, ©+℗ 2K Publishing, Kārlis Lācis
- Mežā — 2013, ©+℗ 2K Publishing, Kārlis Lācis